# Barylypa minima
Barylypa minima är en stekelart som beskrevs av Dasch 1984. Barylypa minima ingår i släktet Barylypa och familjen brokparasitsteklar. Inga underarter finns listade.